# مونختورین لخاگواگرل
مونختورین لخاگواگرل (به مغولی: Мөнхтөрийн Лхагвагэрэл،  زادهٔ ۴ ژانویهٔ ۱۹۹۸) یک کشتی‌گیر اهل مغولستان در دستهٔ فوق سنگین‌وزن کشتی آزاد است. وی سابقه حضور در المپیک ۲۰۲۴ پاریس را دارد. 

## فعالیت حرفه‌ای

### المپیک ۲۰۲۰ توکیو
لخاگواگرل در وزن ۱۲۵ کیلوگرم کشتی آزاد المپیک ۲۰۲۰ توکیو حاضر بود که با شکست دزیانیس خرامیانکو از بلاروس و گنادی کودینوویچ از آلمان به مرحله نیمه نهایی رسید اما در این مرحله مقابل گیبل استیوسون از آمریکا شکست خورد و به دیدار رده بندی رفت. او در این مرحله نیز مقابل طاها آکگل از ترکیه بازی را واگذار کرد و پنجم شد.

### قهرمانی کشتی جهان ۲۰۲۱
لخاگواگرل در وزن ۱۲۵ کیلوگرم کشتی آزاد قهرمانی کشتی جهان ۲۰۲۱ اسلو شرکت کرد، او در مسابقه اول به گنو پتریاشویلی از گرجستان باخت و با توجه به حضور این کشتی‌گیر در فینال، به دیدار شانس مجدد رفت. او در مرحله شانس مجدد یوهانس لودچر از اتریش را شکست داد و به دیدار رده‌بندی رسید. وی در این دیدار اولگ بولتین از قزاقستان را شکست داد و مدال برنز را بدست آورد.

### قهرمانی کشتی جهان ۲۰۲۲
لخاگواگرل در وزن ۱۲۵ کیلوگرم کشتی آزاد مسابقات قهرمانی کشتی جهان ٢٠٢۲ بلگراد شرکت کرد، او در این مسابقات حسن‌بای رحیم‌اف از ازبکستان، اولگ بولتین از قزاقستان و گنو پتریاشویلی از گرجستان را شکست داد و به فینال رسید. وی در دیدار نهایی به طاها آکگل از ترکیه باخت و به مدال نقره رسید.